# Stoker en Brander
Stoker en Brander zijn twee 80 meter hoge woontorens in de stad Groningen. De torens staan pal naast de Euroborg, het stadion van FC Groningen. De start van de bouw was in 2008. Twee jaar later werd de Stoker opgeleverd, de Brander volgde een jaar later. Het woonproject is een onderdeel van de nieuwbouw in de wijk Europapark.
De namen Stoker en Brander zijn gekozen omdat nabij deze plek tot 1998 de Hunzecentrale stond. De schoorsteenpijpen van de centrale torenden jarenlang boven de stad uit, ze waren ongeveer veertig meter hoger dan de woontorens nu zijn.

## Afbeeldingen

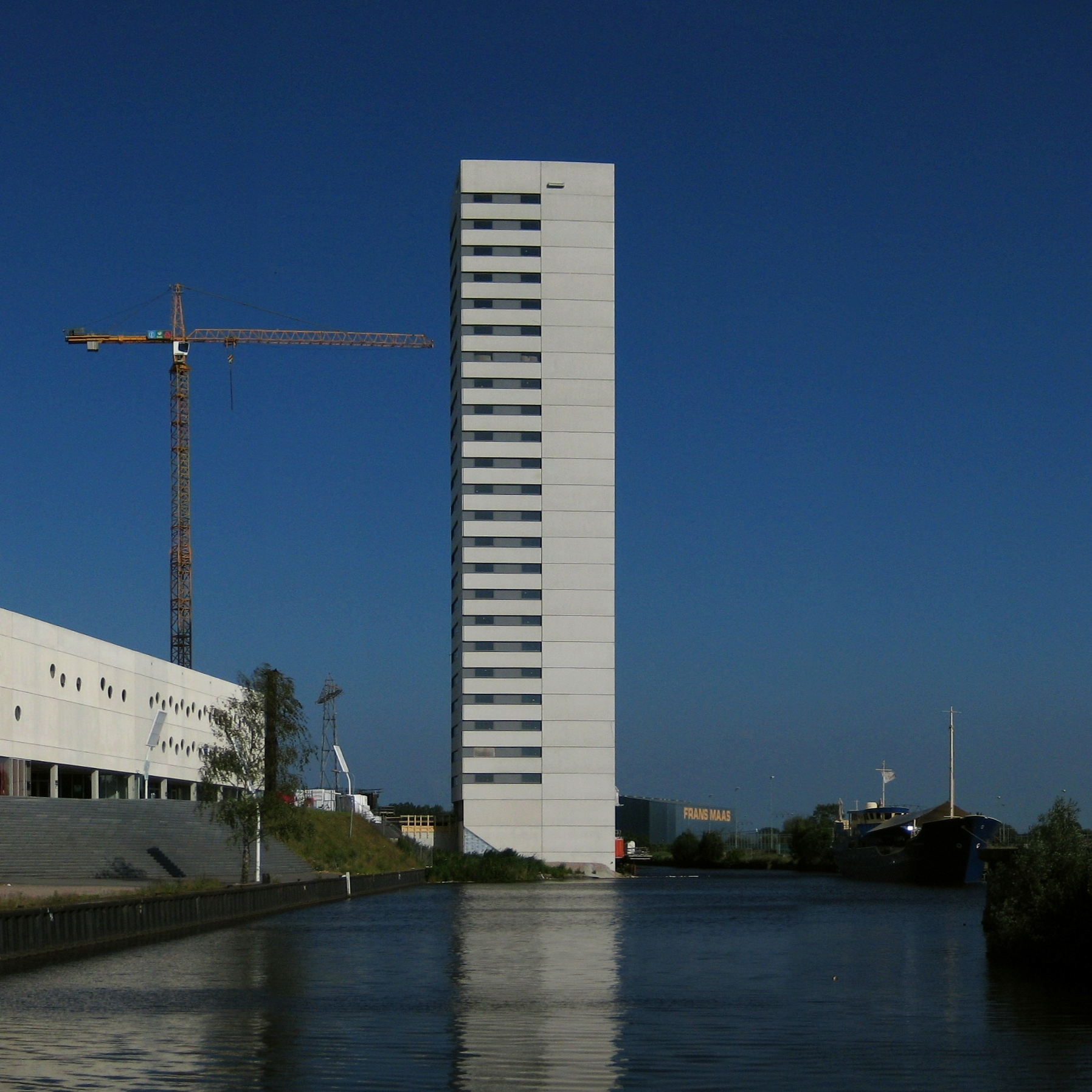
Stoker in juni 2009
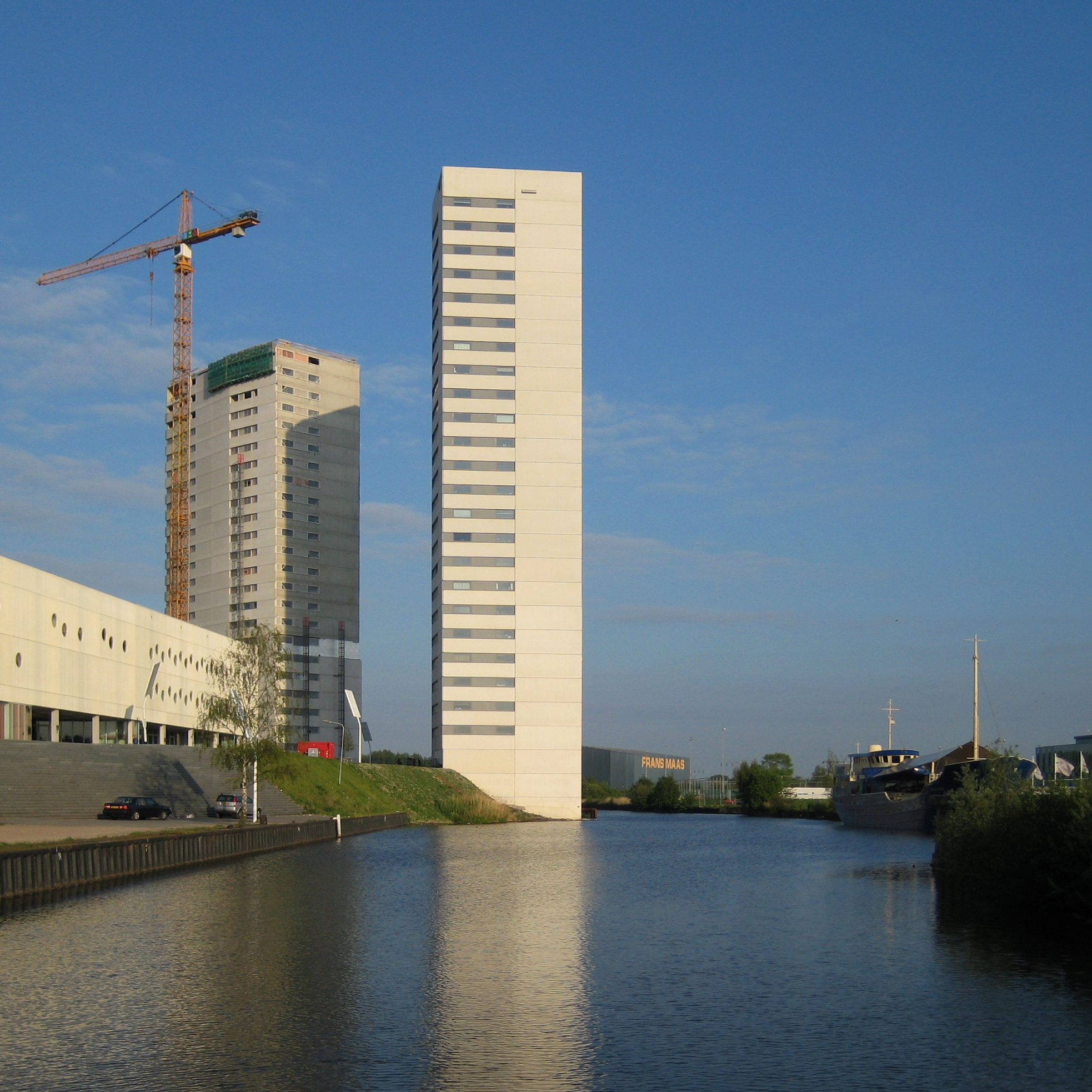
Stoker en Brander in mei 2010
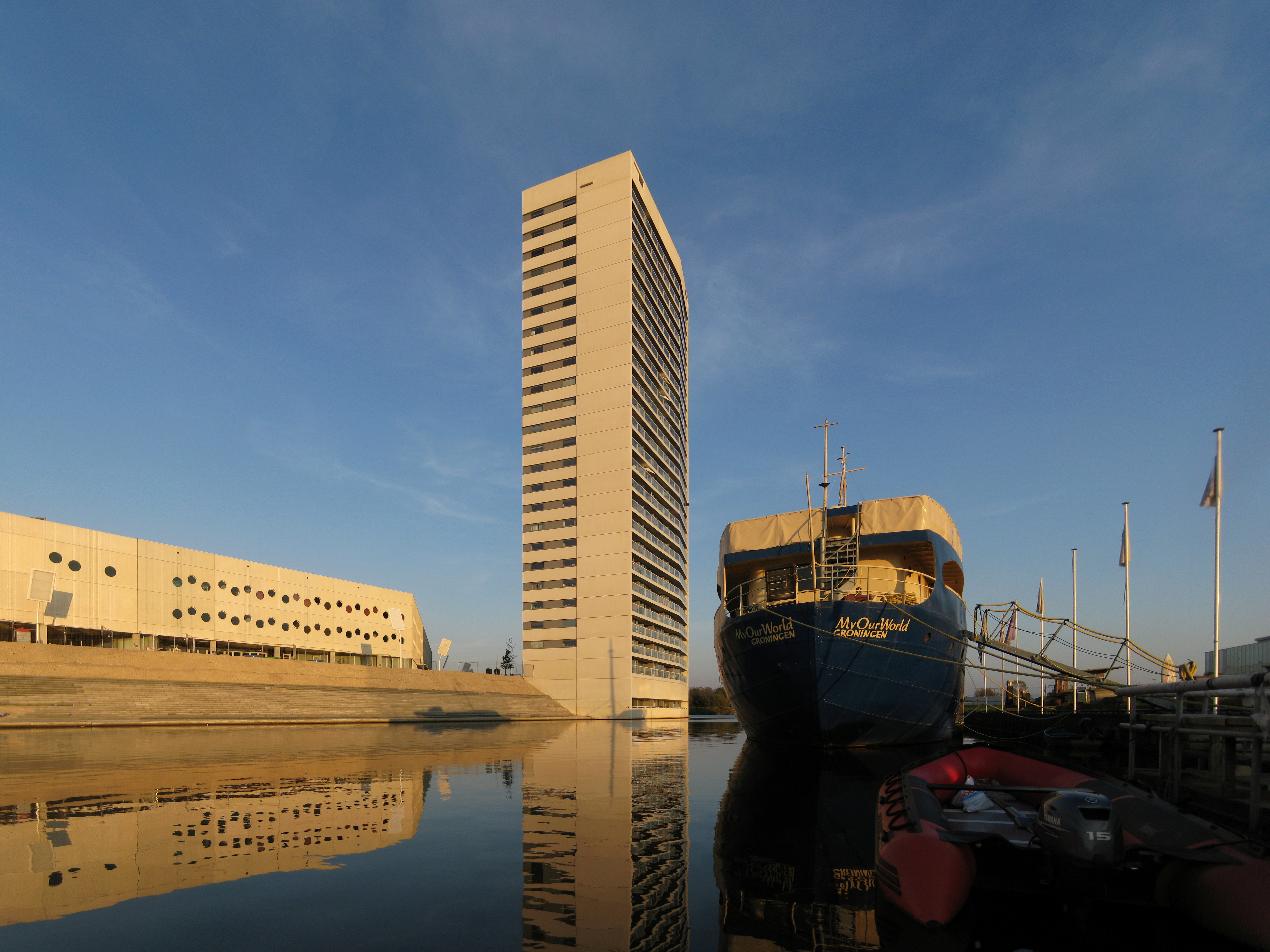
Stoker (met daarachter verscholen Brander) in 2011
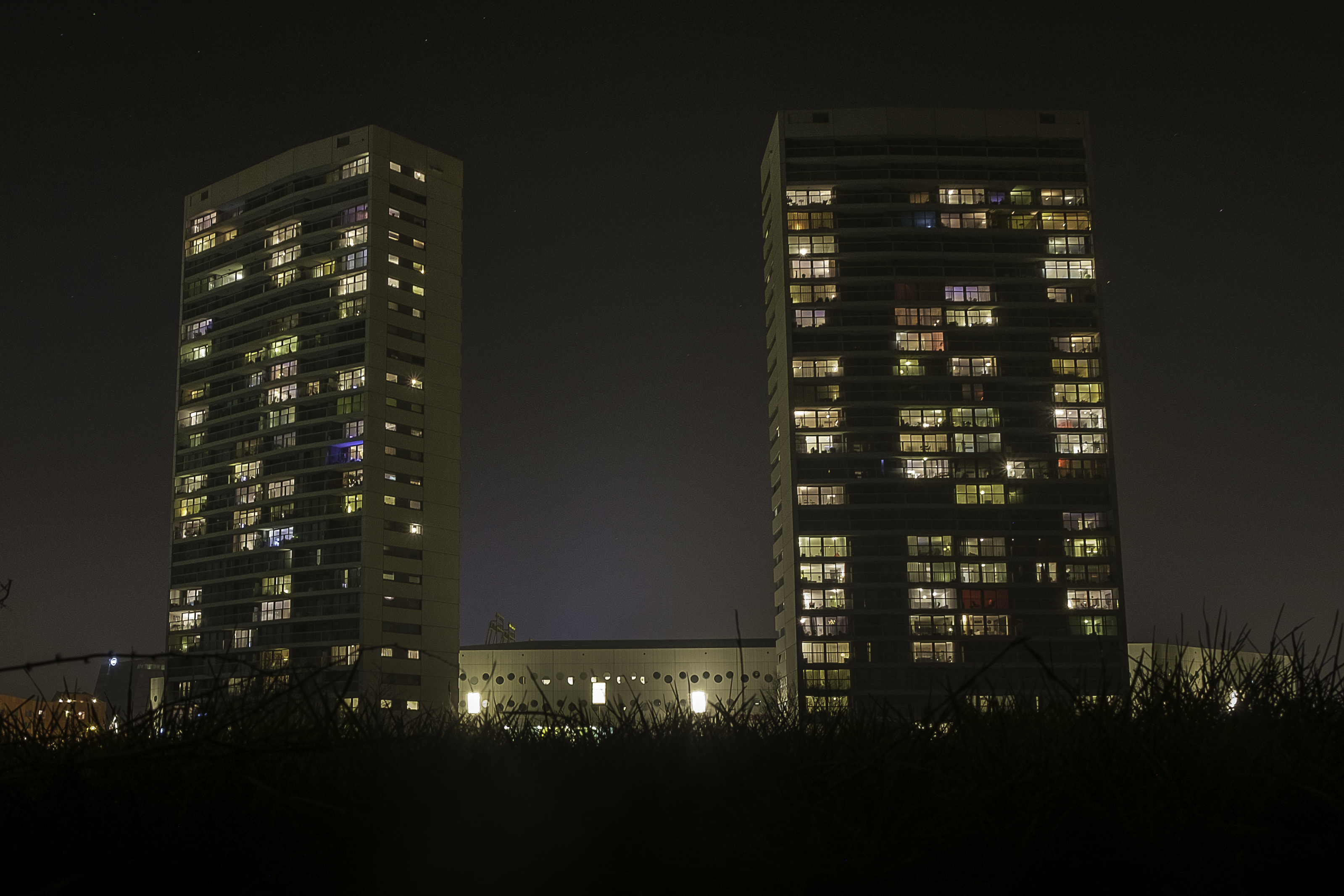
Stoker en Brander bij avond (2016)